# Wham!
Wham! war eine 1981 gegründete britische Popgruppe, die aus George Michael und Andrew Ridgeley bestand. Zwischen Herbst 1982 und Sommer 1986 landete das Duo zehn Top-10-Hits in Großbritannien, von denen fünf Platz eins erreichten; insgesamt verkaufte Wham! über 25 Millionen Tonträger. Zu den bekanntesten und kommerziell erfolgreichsten Titeln gehören Wake Me Up Before You Go-Go und Last Christmas.

## Musikalischer Werdegang
Die ursprünglichen Mitglieder waren George Michael (* 25. Juni 1963; † 25. Dezember 2016) und Andrew Ridgeley (* 26. Januar 1963), die auch die meisten Songs schrieben, ergänzt um die Backgroundsängerinnen Dee C Lee (1982–1983), Pepsi Demacque und Shirlie Holliman. Unter anderem machten Wham! Furore, als sie im Frühjahr 1985 als erste westliche Band in der Volksrepublik China spielten und in den Vereinigten Staaten aus einem Album drei Singles auskoppelten, die alle die Spitze der Billboard-Charts eroberten. Vor Wham! war dies nur dem Soundtrack zu dem Film Saturday Night Fever gelungen.
Bereits die erste Single Wham Rap! (Enjoy What You Do) rief Kontroversen hervor, da sie die Lebensfinanzierung mittels der Arbeitslosenversicherung als erstrebenswert darstellte, obwohl Michael in zahlreichen Interviews immer wieder betonte, der Text des Liedes sei ironisch gemeint. Von ihrer ersten Plattenfirma Innervision, mit der Wham! das erste Album Fantastic und die daraus ausgekoppelten Singles herausbrachten, trennten sich Wham! im Streit. Als gegen den Willen von Wham! die Single Club Fantastic Megamix erschien, forderten Michael und Ridgeley ihre Fans auf, diese Platte nicht zu kaufen.
Schon während des Bestehens von Wham! veröffentlichte Michael, der damals die meisten Wham!-Titel im Alleingang schrieb und produzierte, Solosingles und legte damit den Grundstein für seine spätere Solokarriere, während Ridgeley bald in den Hintergrund rückte. Allerdings war die Trennlinie zwischen Michaels Soloprojekten und den Gruppenwerken von Wham! unscharf. Seine erste Solosingle Careless Whisper, an deren Komposition auch Ridgeley beteiligt war, erschien in den USA als Single von Wham! featuring George Michael und wurde später auf dem Wham!-Album Make It Big veröffentlicht. Die zweite Single A Different Corner erschien auf dem Album The Final, das in den Vereinigten Staaten unter dem Titel Music from the Edge of Heaven veröffentlicht wurde. Beide Singles erreichten auf Anhieb Platz eins in Großbritannien und später auch in den USA.
Im Februar 1986 gaben Michael und Ridgeley offiziell die Auflösung von Wham! bekannt, da Michael musikalisch fortan andere Wege gehen wollte. Laut Ridgeley sei Wham! eine „Repräsentation unserer Jugend und Freundschaft“ gewesen, die nicht mehr gepasst habe, als man aus der Jugend herausgewachsen sei. Sie gaben am 28. Juni 1986 vor 72.000 Fans im Wembley-Stadion ihr letztes, The Final betiteltes Konzert. In der über zweieinhalbstündigen Abschiedsshow traten auch Elton John und Simon Le Bon von Duran Duran auf. Das Konzert gilt als eines der in Großbritannien am schnellsten ausverkauften der Musikgeschichte: Die Karten dafür waren innerhalb von drei Minuten vergriffen. Michael und Ridgeley blieben einander auch nach dem Ende der Band freundschaftlich verbunden, bis zu Michaels frühem Tod.

## Solokarrieren und Nachleben
Andrew Ridgeley versuchte sich nach dem Ende von Wham! vergeblich an einer Solokarriere als Sänger. Seine im Frühjahr 1990 erschienene Single Shake schaffte es nur in die unteren Regionen der Charts, während das kurze Zeit später veröffentlichte Album Son of Albert sich gar nicht platzieren konnte. Heute ist er vor allem als Umweltaktivist tätig. 2019 erschien seine Autobiografie Wham! George & Me, neben Englisch auch auf Deutsch übersetzt, in der er über die Bandgeschichte von Wham! schreibt.
George Michael veröffentlichte im Herbst 1987 mit Faith sein erstes Soloalbum, das vier US-Nummer-1-Hits enthielt. Weitere Alben sowie Duette mit anderen Musikern bewirkten, dass er zu einem der weltweit erfolgreichsten Künstler wurde. Er starb an Weihnachten 2016 im Alter von 53 Jahren.
Last Christmas hat seit seiner Veröffentlichung alljährlich zur Vorweihnachtszeit eine starke Radiopräsenz und platziert sich im Dezember regelmäßig in diversen internationalen Charts. So erreichte die Single im Jahr 2023 erstmals die Spitze der britischen Single-Charts, was in Deutschland bereits 2021 der Fall gewesen war.

## Diskografie

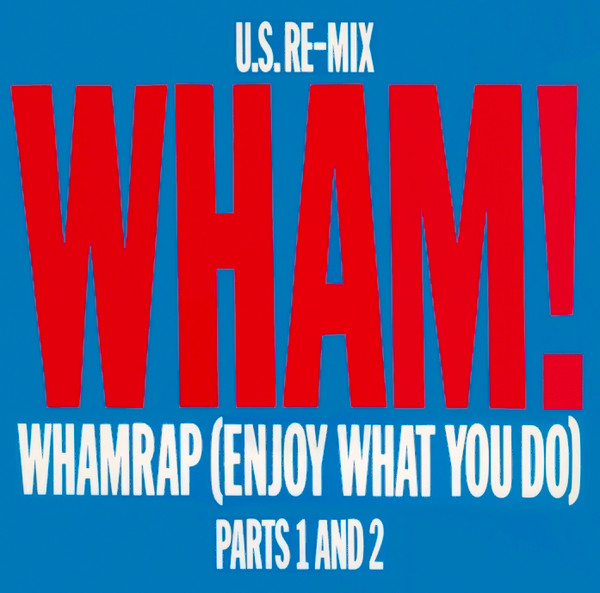
Frontcover zu „Wham Rap!“.

Studioalben

| Jahr | Titel Musiklabel                                     | Höchstplatzierung, Gesamtwochen, AuszeichnungChartplatzierungen (Jahr, Titel, Musiklabel, Platzierungen, Wochen, Auszeichnungen, Anmerkungen) | Höchstplatzierung, Gesamtwochen, AuszeichnungChartplatzierungen (Jahr, Titel, Musiklabel, Platzierungen, Wochen, Auszeichnungen, Anmerkungen) | Höchstplatzierung, Gesamtwochen, AuszeichnungChartplatzierungen (Jahr, Titel, Musiklabel, Platzierungen, Wochen, Auszeichnungen, Anmerkungen) | Höchstplatzierung, Gesamtwochen, AuszeichnungChartplatzierungen (Jahr, Titel, Musiklabel, Platzierungen, Wochen, Auszeichnungen, Anmerkungen) | Höchstplatzierung, Gesamtwochen, AuszeichnungChartplatzierungen (Jahr, Titel, Musiklabel, Platzierungen, Wochen, Auszeichnungen, Anmerkungen) | Anmerkungen                                                                                        |
| Jahr | Titel Musiklabel                                     | DE | AT | CH | UK | US | Anmerkungen                                                                                        |
| ---- | ---------------------------------------------------- | --- | --- | --- | --- | --- | -------------------------------------------------------------------------------------------------- |
| 1983 | Fantastic Epic Records • Innervision (CBS)           | DE7 (22 Wo.)DE | — | CH25 (1 Wo.)CH | UK1 ×3Dreifachplatin · (116 Wo.)UK | US83 Gold · (44 Wo.)US | Erstveröffentlichung: 1. Juli 1983 Verkäufe: + 1.705.000                                           |
| 1984 | Make It Big Epic Records (CBS)                       | DE5 Gold · (25 Wo.)DE | AT4 (20 Wo.)AT | CH1 Platin · (22 Wo.)CH | UK1 ×4Vierfachplatin · (72 Wo.)UK | US1 ×6Sechsfachplatin · (87 Wo.)US | Erstveröffentlichung: Oktober 1984 Verkäufe: + 9.864.465                                           |
| 1986 | Music from the Edge of Heaven Columbia Records (CBS) | — | — | — | — | US10 Platin · (28 Wo.)US | Erstveröffentlichung: 1. Juli 1986 Verkäufe: + 1.100.000 Pendant zu The Final in Japan/Nordamerika |